# Андріан Канду
Андріан Канду (рум. Andrian Candu; нар. 27 листопада 1975, Кишинів) — молдовський бізнесмен і політик з Демократичної партії, спікер парламенту Молдови з 23 січня 2015 (член парламенту з грудня 2010), був міністром економіки Республіки Молдова з 2 липня 2014 і віце-спікером парламенту з 30 травня 2013 по 11 липня 2014.
Має подвійне громадянство - Молдови та Румунії. 

## Освіта
- 1994–1998 — Клузький університет (Клуж-Напока, Румунія)
- 2007–2008 — Віденський університет економіки і ділового адміністрування (Відень, Австрія)

## Професійна діяльність
- Серпень 1998 — листопад 2002 — старший консультант Комісії у закордонних справах Парламенту Республіки Молдова.
- Листопад 2002 — серпень 2010 — PricewaterhouseCoopers Moldova (старший менеджер, керівник молдовського офісу).
- З 26 липня 2010 — Голова Адміністративної Ради Асоціації Ділових Людей Молдови (АДЛМ).
- З 28 листопада 2010 — депутат парламенту Молдови, член парламентського комітету з юридичних питань, призначень та імунітету.
- З 30 травня 2013 — заступник спікера Парламенту Республіки Молдова

## Особисте життя
Одружений, має двох дітей.